# Cantón de Treffort-Cuisiat
El cantón de Treffort-Cuisiat (en francés canton de Treffort-Cuisiat) era una división administrativa francesa del departamento de Ain, en la región de Ródano-Alpes.

## Composición
El cantón estaba formado por nueve comunas:
- Chavannes-sur-Suran
- Corveissiat
- Courmangoux
- Germagnat
- Meillonnas
- Pouillat
- Pressiat
- Saint-Étienne-du-Bois
- Treffort-Cuisiat

## Supresión del cantón
En aplicación del decreto nº 2014-147 del 13 de febrero de 2014, el cantón de Treffort-Cuisiat fue suprimido el 1 de abril de 2015 y sus 9 comunas pasaron a formar parte del cantón de Saint-Étienne-du-Bois.